# Resolució 1991 del Consell de Seguretat de les Nacions Unides
La Resolució 1991 del Consell de Seguretat de les Nacions Unides fou adoptada per unanimitat el 28 de juny de 2011. Després de reafirmar resolucions anteriors sobre la situació a la República Democràtica del Congo, el Consell va ampliar el mandat de la Missió d'Estabilització de l'Organització de les Nacions Unides a la República Democràtica del Congo fins al 30 de juny de 2012.
La resolució va ser redactada per França.

## Resolució

### Observacions
En el preàmbul de la resolució, el Consell va assenyalar que la situació general de seguretat a la República Democràtica del Congo havia millorat en els últims anys, però encara hi havia grans problemes amb els grups armats i abusos dels drets humans a l'est del país. Es va animar i elogiar la cooperació regional millorada sobre l'estabilitat econòmica a la regió dels Grans Llacs Africans.
A més, era important que se celebressin eleccions generals lliures, justes i creïbles planificades per al novembre del 2011. El Consell de Seguretat també va condemnar els atacs contra personal de les Nacions Unides i personal humanitari, i va reconèixer les pèrdues que ja havia patit la missió MONUSCO.

### Actes
El Capítol VII de la resolució de la Carta de les Nacions Unides va renovar el mandat de la MONUSCO per un altre període d'un any fins al 30 de juny de 2012. El Consell de Seguretat va confirmar que la prioritat era protegir els civils, mentre que el govern de la República Democràtica del Congo es va mantenir com a responsable de la seva seguretat. La configuració de MONUSCO dependria de la situació sobre el terreny: les operacions militars al nord-est, les capacitats millorades del govern i l'extensió de l'autoritat estatal arreu del país.
Mentrestant, els membres del Consell exigien que grups rebels, com les Forces Democràtiques per a l'Alliberament de Ruanda i l'Exèrcit de Resistència del Senyor, acabessin immediatament tota violència i els abusos contra els drets humans. També hi havia preocupació per la promoció de persones sospitoses d'abusos en les forces de seguretat del país.
La resolució també va decidir que MONUSCO podria donar suport a les eleccions locals, provincials i nacionals, a petició de les autoritats congoleses. Es va acollir amb satisfacció la detenció de Bernard Munyagishari al Tribunal Penal Internacional per a Ruanda.